# Immobilieninvestment
Immobilieninvestments umfassen den Kauf, Besitz, Verwaltung, Vermietung und/oder Verkauf von Immobilien mit Gewinn. Die Verbesserung von Immobilien als Teil einer Immobilieninvestitionsstrategie wird als eine Immobilieninvestition angesehen, die als Immobilienentwicklung bezeichnet wird. Immobilien sind eine Anlageform mit begrenzter Liquidität im Vergleich zu anderen Investitionen. Weiterhin sind sie kapitalintensiv (obwohl Kapital durch Hypotheken-beliehen werden kann) und stark cash-flow-abhängig. Wenn diese Faktoren durch den Investor nicht richtig bewertet und verwaltet werden, werden Immobilien zu einer riskanten Investition.